# Море (картина Айвазовского)
Море — картина Ивана Айвазовского, написанная им в 1864 году. Наибольшее количество пейзажей в богатейшем творческом наследии художника связано с изображением Чёрного моря и крымской природы. 

## Описание картины
Бурная ночь. Прошедшая волна взволновала море. Оно в яростном кипении. Волны в стремительном беге разбиваются о камни. По небу мчатся страшные косматые тучи. В просвет туч выглянула луна и озарила море и дальний скалистый берег. Алмазной россыпью легли лунные блики на кружево пены. Наступление просветления природы вносит струю умиротворенности и в бегущие по небу  «последние тучи рассеянной бури».
Обычно очень быстрый в работе, Айвазовский писал эту картину так, что в ней отражено его душевное состояние, чтобы изобразить ореол лунного света, он круглой кистью вторцевал вокруг неё мельчайшие брызги светлой краски, такой же, как написана сама луна.
Иначе написаны скалистые горы, на которые почти не падает лунный свет. Они изображены тёмными обобщенными массами, более густым тоном, чем небо. Скупая детализация их форм позволяет всё же различить крутые срывы скал, расщелины в горах и каменную россыпь у их подножья на кромке прибоя. Море в той части, куда не проникает лунный свет, также написано очень широко. Волны, разбиваясь о прибрежные скалы, пронизанные лунным светом,  приобретают фосфоресцирующий оттенок.
Знаменитый М. Сарьян говорил:

Какую бы ужасную бурю ни увидели мы на его картине, в верхней части полотна сквозь скопление грозовых туч всегда будет пробиваться луч света, пусть тоненький и слабый, но возвещающий спасение. Именно в нем, этом Свете, и заключен смысл всех изображенных Айвазовским бурь.